# Шаховской, Семён Иванович Харя
Князь Семён Ива́нович Шаховско́й (последняя треть XVI века — между июлем 1654 и августом 1655; прозвище — «Харя») — русский военачальник, дипломат, церковный и политический деятель, поэт, духовный писатель, агиограф, гимнограф. Участник и очевидец Смутного времени (в том числе восстания Болотникова, русско-польской и русско-шведских войн), Смоленской войны 1632—1634 годов и русско-польских переговоров 1634—1637 годов.

## Биография
Внук Петра Андреевича, основателя третьей ветви князей Шаховских.

### Смута
Дата рождения Семёна Ивановича, как и время начала его деятельности, неизвестны. Одним из произведений, написанных Семёном Ивановичем, были «Домашние записки». Они описывают часть истории России и период в биографии автора с «7109 года от сотворения мира или 1601 года от Рождества Христова» до 10 сентября 7158 (то есть 1649, так как в России в XVII веке Новый год начинался в сентябре) года.
Семён Иванович вкратце описывал российские события 1601—1606 годов, но данные о своей деятельности до 1606 года не указал. Он писал о том, что после убийства «вора» (Лжедмитрия I) «9 июля» царём сел Василий Иванович Шуйский (исследователи указывают иные даты избрания и коронации, чем Шаховской).
М. П. Лукичев указывал, что в 1604 году Семён Иванович Шаховской упоминался в кормленой книге Галицкой четверти. В «7112» году он расписался в получении отцовского годового жалованья 10 рублей.
Летом 1606 года началось восстание северских городов против царя Василия Шуйского. Против них вместе с князем Михаилом Кашиным в числе 15 «стольников и стряпчих» был направлен и Семён Иванович. Когда он служил под Ельцом, пришёл царский приказ сослать Семёна Ивановича в Новгород, но по пути туда он получил новую весть «жить до указу в деревне».
Восстание северских городов переросло в восстание И. Болотникова, которое дошло до Москвы. В 1607 году царь Василий Шуйский осадил Тулу, где сидел И. Болотников, и вызвал Семёна Шаховского на службу в Москву. 1608—1609 годы Семён Иванович провёл на службе в Москве. По его словам, участвовал в 1608 году в бою на Ходынке, а потом в войске Ивана Шуйского в Рахманцове. Два этих сражения закончились неудачно для войск царя Василия, и князь Семён Иванович Шаховской вместе с князем Андреем Мосальским, князем Петром Бахтеяровым и Михаилом Бутурлиным «в мясоед» отъехали в Тушино к Лжедмитрию II. Д. А. Корсаков в Русском биографическом словаре датировал отъезд началом 1610 года. Сам Семён Иванович писал, что «в [7]118 году» после них уже на Масленицу переходили и иные дворяне. Из Тушино Семён Иванович направился к польскому королю Сигизмунду и получил поместья.
Летом 1611 года он был в Новгороде, который захватили шведы, но в плен не попал. Затем Семён Шаховской принимал участие в ополчении, но до взятия Москвы был послан полковым воеводой в Торопец. Летом 1613 года Семён Иванович под началом Д. М. Черкасского был послан под Смоленск. Участвовал во взятии Вязьмы, Белой, Дорогобужа. В 1614 году в походе на Велиж был ранен. Вместе с князем И. Ф. Троекуровым воевал на Гамовом поле. После нового ранения под Мстиславлем отправлен в Москву. В приходно-расходных книгах разряда 1614/1615 года записано, что при установлении окладов служилым людям под Смоленском Семёну Шаховскому был порукой по службе и в деньгах Иван Фёдорович Шаховской. В 1615 году Семёна Ивановича вместе с князем Дмитрием Пожарским направили против Лисовского, но Шаховской подаёт челобитную, что он «заволочен со службы да на службу». Его сослали в Унжу, но затем вернули в Москву.
В 1616—1618 годы был воеводой в Ядрине. Польский королевич Владислав и гетман Сагайдачный начали поход на Москву и осадили её в 1618 году. На момент осады Семён Иванович был вторым осадным воеводой помощником князя Семёна Прозоровского. Их отряд действовал за Яузой. Весной 1619 года направлен полковым воеводой в Пронск.

### От Вязьмы до Енисейска и Терека
С 6 декабря 1619 года владел вотчиной в Вологде. Кроме этого, имел вотчины под Москвой и в Галиче.
В [7]128 году был назначен вторым воеводой в Вязьму, помощником князю Ивану Белогузу Хованскому.
Четвёртый брак Шаховского вызвал недовольство патриарха Филарета. В 1620 году несколько Шаховских были «уличены в великих винах»: А. В. Полетаев писал, что князья Матвей, Афанасий, Андрей и Иван Шаховские однажды, будучи «в вечеру у Илейки Бочкина», разыграли опасный фарс. Бочкин и гости именовали князя Матвея «царём». А тот, вторя шутникам, называл собравшихся своими боярами.
Эти два события привели к тому, что Семён Иванович был сослан в Тобольск. При этом в 1622 году его разлучили с четвёртой женой. Семён Иванович написал Филарету письмо, в котором признавал, что, вступая в четвёртый брак, он нарушил церковные правила. Но этот шаг он пытался оправдать тем, что в трёх предыдущих браках жены рано умирали, он, «будучи ещё юным», вступил в новый, и в этом браке родились дети. Но в результате опалы он оказался лишён и жены и детей.
Некоторые авторы сообщали, что в 1622—1625 годах Семён Иванович отбывал ссылку в Тобольске. Но М. П. Лукичев указывал иной срок. Этот исследователь писал, что в царской грамоте воеводам М. М. Годунову и кн. И. Ф. Волконскому от 12 января 1622 года Семён Иванович был приписан служить в Тобольске, получая плату «по 2 алтына на день» и с запретом покидать окрестности Тобольска. Грамота была привезена 21 марта 1622 года, но 11 марта 1622 года в Москве был составлен новый указ, вызывавший князя «к Москве» в Приказ Казанского дворца. Из Тобольска Семён Иванович уехал 19 мая 1622 года.
М. П. Лукичев приводил мнение С. Ф. Платонова, считавшего, что в результате этой опалы имущество Шаховского было конфисковано. Д. А. Корсаков писал, что в 1625 году Филарет «смилостивился» и поручил Семёну Ивановичу составить письмо шаху Аббасу и поблагодарить этого правителя за присланную православную святыню).
В январе 1626 года Филарет пожаловал старшего сына Семёна — Михаила — в патриаршие стольники. В апреле 1626 года после отъезда царя Михаила Фёдоровича в Троицу Семён Иванович «дневал и ночевал» при царском дворе.
В 1628—1631 годы был воеводой в Енисейске. Направил в Москву отчёт, что 20 сентября 1629 года бурятские князья Кохоня и Кадыма приняли российское подданство и отдали в ясак 59 соболей. В 1630 году составил роспись земель к востоку от Енисейска.
1631—1632 годы прожил в Тобольске. В это время за службу Семён Иванович получал оклад в 39 рублей.

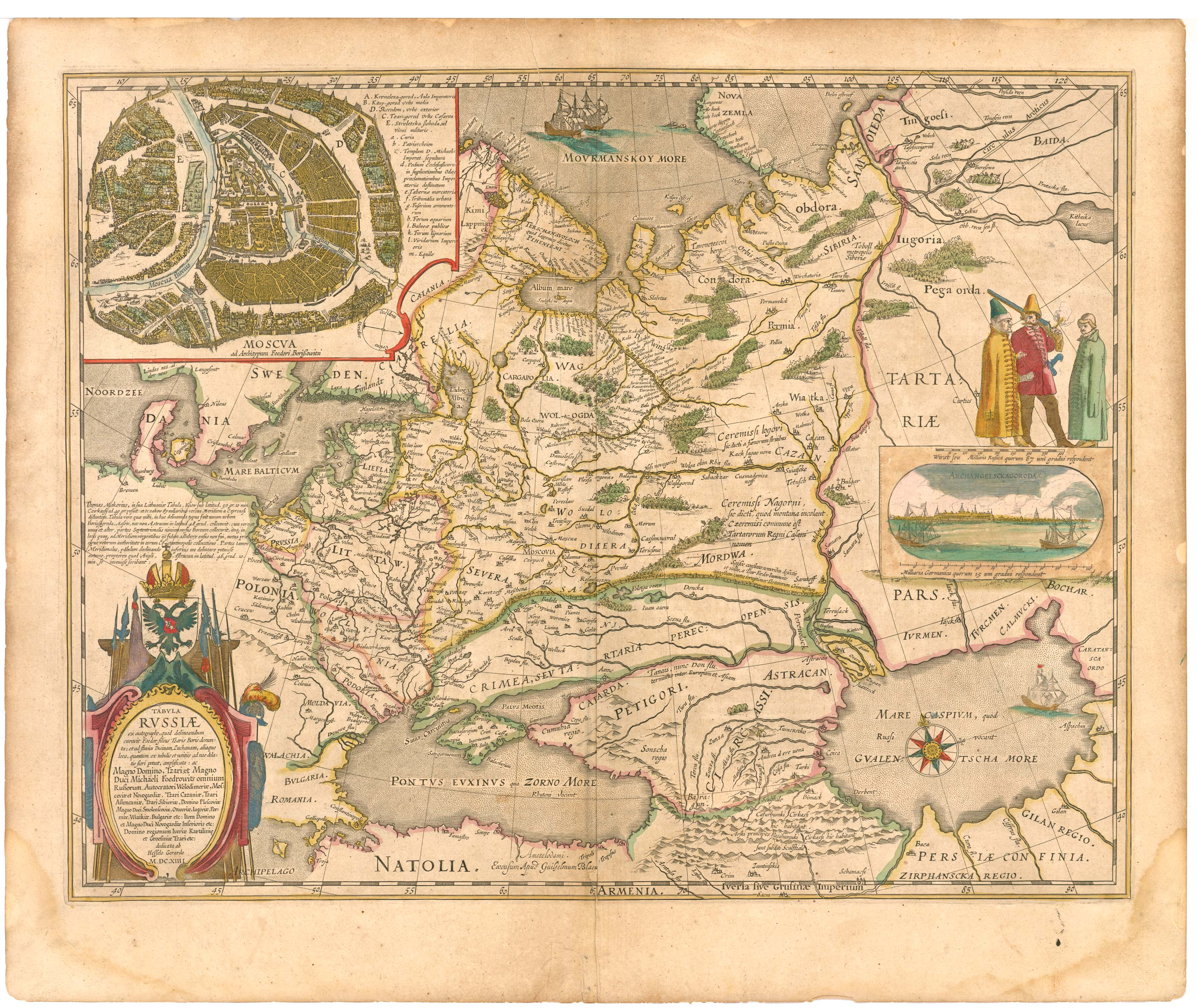
Карта Восточной Европы. Автор Виллем Блау. Россия включает Смоленск, Северскую, Ижорскую и иные земли, утраченные во время Смуты. Из обозначенных на карте городов связаны с биографией Семёна Ивановича: северские города, Тула, Новгород, Торопец, Смоленск, Вязьма, Дорогобуж, Велиж, Можайск, Крапивна, Теркский городок (назван Tarki), Тверь, Кола, Великий Устюг, Сольвычегодск

В 1632 году вернулся в Москву и вместе с М. Б. Шеиным выступил к Смоленску, так как началась новая война с Польшей. Во время этой войны в 1633 году вместе с князьями Д. М. Черкасским и Д. М. Пожарским был направлен в Можайск, а весной 1635 года вместе с Ф. И. Шереметьевым направлен в Вязьму для ведения переговоров. В 1637 году был направлен в Польшу посланником как «наместник Елатомский», вместе с Григорием Нечаевым.
В 1637 году был «у царского стола». В 1638 году был в качестве товарища Ивана Шереметьева направлен воеводой в Крапивну, в 1639 году «у царского стола».
В 1640 году князь Семён Шаховской получил жалованную грамоту на земли в Галицком уезде в качестве награды «за осадное сиденье королевичева приходу» и в качестве компенсации за те владения, что были получены в 1619 году и были отобраны в 1620-е.
В 1641—1642 годах терский воевода.
М. П. Лукичев указывал на доводы С. Ф. Платонова, обратившего внимание на расхождение между разрядными книгами, датировавшими это назначение 7148 годом, и «Домашними записками» самого Шаховского, относящего посылку «на Терек» к 7147 г. А в «боярской книге 1639 года» фигурировала третья дата — 7149 год. На основании этого М. П. Лукичев предполагал, что решение о службе состоялось в конце 7148 года, но к исполнению своих обязанностей Семён Иванович приступил с 7149 года.
На этой службе он получал в поместном окладе 50 четвертей и 30 рублей.

### Сватовство Вальдемара и последнее десятилетие
В 1644 году ожидался приезд «королевича» Вальдемара. В конце 1643 года Семён Иванович был направлен встречать «королевича» в Тверь. Д. Корсаков и сам С. И. Шаховской писали, что весной 1644 года князя отправили на воеводство в Усть-Колу. Но М. П. Лукичев обратил внимание, что в списках бояр, составленных в сентябре 1644 года, Семён Иванович указан среди тех, кто находился в Москве. М. П. Лукичев полагал, что раз С. И. Шаховской в своих записках приезд Вальдемара датировал [7]151, а не [7]152 годом, значит, и посылка в Усть-Колу произошла в феврале 1645 года. А. В. Полетаев писал, что эту опалу он получил после провала сватовства Вальдемара к Ирине: русская сторона требовала перехода королевича в православие, датская сторона отвергала это. Семён Иванович высказал мнение, что брак Вальдемара и Ирины можно заключить и без перекрещивания королевича. И такое мнение было объявлено еретическим
В 1646 году в «Егорьев день» переведён в Великий Устюг, а из него в 1647 году «на масленицу» в Сольвычегодск. Намечалось направление Шаховского в «Якутский город», но в феврале 1648 года он был оставлен в Сольвычегодске, а в конце 1648 года был отпущен в галичскую вотчину. В 1649 году «на масленицу» отправлен в ссылку в Томск, куда прибыл 10 сентября. А. В. Полетаев писал, что после возвращения из Сольвычегодска Шаховской побывал на приёме у нового царя Алексея Михайловича и заявил, что своё мнение о возможности брака Вальдемара и Ирины высказал по приказу царя Михаила Фёдоровича (умершего в 1645 году). За этот «оговор царя» боярами он был приговорён к смертной казни, но царь Алексей заменил это ссылкой в Томск. Большая российская энциклопедия пишет, что он был воеводой в Великом Устюге в 1646—1647, Сольвычегодске в 1647—1648 годы. Но другие исследователи, описывая отправку князя в эти города, не пишут о том, что Шаховской был там воеводой, и, вероятно, речь идёт об иной службе.
Последний раз он упоминается в 1653 году: из Москвы написал письмо келарю Троице-Сергиева монастыря Симону Азарьину. В смотренном списке, составленном летом 1653 года, имя Шаховского стоит под рубрикой: «Из больных, в Чети росписаны, а у государева смотру не были». И рядом стоит уточнение: «На конном смотре был». После этого биография Семёна Ивановича Шаховского Хари не известна. Но есть ещё четыре упоминания: 1) в материалах Печатного приказа от 11 июля 1654 года он упоминается в челобитной, составленной совместно с его сыном Михаилом. 2) в челобитной августа 1655 и 3) челобитных 11 и 21 января 1656 года. В челобитных августа 1655 года и 11 января 1656 года сыновья Семёна Ивановича стольник Фёдор да стряпчий Иван просили не передавать отцовское имущество их брату Михаилу, пока они не вернутся из похода. А в челобитной от 21 января 1656 года — выделить им земли из отцовой вотчины. Таким образом, смерть Семёна Ивановича наступила между июлем 1654 и августом 1655 года.

### «Опалы»
- 1606 год — отправлен в «Новгород, в мор», затем «жить до указу в деревне». Причина не указана[39].
- 1615 год — за челобитную сослан в Унжу[40].
- 1620 год — за четвёртый брак и «великие вины» в «чужом деле». Отправлен в 1622 году в Тобольск[41].
- 1644/1645[34] год — направлен в Усть-Колу воеводой. В 1646 году переведён в Великий Устюг, в 1647—1648 году в Сольвычегодск. Намечалось направление Шаховского в «Якутский город», но в 1648 конце года отпущен в галичскую вотчину[33].
- В 1649 году отправлен в ссылку в Томск[33].

## Творчество Шаховского
Шаховской был не только воеводой и дипломатом, но и известным писателем XVII века.
Произведения Семёна Ивановича Шаховского делят на несколько групп: религиозные (церковные, богослужебные), исторические и автобиографические «Домашние записки».
Среди религиозных (церковных, богослужебных, а также похвальных святым) называют: 1) слово похвальное трём московским святителям: Петру, Алексию и Ионе; 2) слово похвальное Христа ради юродивым Прокопию и Иоанну, устюжским чудотворцам; 3) к некоему любомудрецу, бессмысленно говорившему, что Господь наш Иисус Христос, вместо человеческой души, принял Духа Святого; 4) к князю Ивану Хворостинину, препиравшемуся о шестом Вселенском соборе, будто он не обретается в книге священных правил; 5) к некоторым препиравшимся о браках и говорившим, что брак крепок, каким бы образом ни сочетался, и законен, если даже вступают в брак без соизволения родителей, самовластием жениха или невесты, и т. п.; 6) к вопросившему о четвёртом браке, каким законоположением св. отцов он воспрещается; 7) к некоему другу, вопросившему, от чего повелось инокам не есть мяса; 8) к митрополиту Крутицкому Киприану; 9) к боярину, князю Ивану Борисовичу Черкасскому, 10) к старцу Варлааму, бывшему архимандриту суздальского Богоявленского монастыря, 11) к тобольскому дьяку Третьяку Васильеву. Сюда же можно отнести составленные им церковные службы, молитвы и песнопения: 1) службу и канон на положение ризы Господней; 2) Канон Софии — Премудрости Божьей; 3) канон юродивым Прокопию и Иоанну, устюжским чудотворцам; 4) канон трём московским святителям: Петру, Алексию и Ионе; 5) молитвы; 6) акафист преподобному Сергию.
К историческим относятся: 1) слово о пожаре московском (бывшем 3 мая 1626 г.); 2) повесть преславна о принесении ризы Господней в царствующий город Москву; 3) «Повесть известно сказуема на память великомученика благоверного царевича Дмитрия» и 4) «Повесть о некоем мнисе, како послася от Бога на царя Бориса…» Считается, что две последние книги были написаны им между 1626 и 1645.
Кроме этих произведений он составил росписи земель Восточной Сибири и шараду, в которой зашифровал своё авторство произведения: «канон похвальный и с кондаки и с икосы великим святителем Киевским и Московским и всея Русси Чудотворцем, Петру и Алексею и Ионе». Эта шарада была разгадана в XIX веке.
М. В. Кукушкина выдвигала гипотезу, что Семён Иванович Шаховской был автором Летописной книги (известной иначе как «Повесть Катырева» или «Краника», представленная в нескольких списках). Иные авторы считают, что автором всего произведения или отдельного списка мог быть С. И. Кубасов, И. А. Хворостинин или Катырев-Ростовский. Е. Л. Морозова считала, что все они написаны по заказу Филарета, но у разных списков разные авторы.

## Семья
Семён Иванович был женат четыре раза. 1-я жена умерла в 1614 году, в браке прожили три года, 2-я жена умерла в 1619 году, в браке прожили полтора года, 3-я жена умерла в 1619 году, в браке прожили «девятнадцать недель», 4-я жена в 1619—1622 годы
У него было три сына:
- Михаил (стольник и воевода, упоминается с 1627 по 1663 годы),
- Фёдор (царский стольник в 1658—76) и
- Иван.

## Издания
- Семен Шаховской. // Виршевая поэзия. М., 1989. — С. 81—94.